# Fekete Mihály (tanár)
Nagyfalusi Fekete Mihály (Bálványosváralja, 1820. október 19. – Kolozsvár, 1871. július 8.) református főiskolai tanár, költő.

## Élete
Fekete Mihály kozárvári református lelkész és Kerekes Katalin fia volt. Tanulását Désen kezdte és Kolozsvárt folytatta a rétori osztályig. Innét Nagyenyedre ment és a tanfolyam elvégzése után 1843-ban a költészeti osztály tanítója lett. Azután ifj. Bethlen János gróf gyermekeinek nevelése végett tíz évre szerződött és a gróf költségén a kellő szakismeret megszerzése végett 1847-ben a berlini egyetemre ment és a szünidőket nagyobb utazásokra használta fel. 1849-ben hazatérve, nevelői állását foglalta el, s a kikötött tíz évet a Bethlen-fiúk mellett töltötte el falun, vagy Kolozsvárt és Pesten. 1860 végén a Korunk című lap szerkesztésére hívták meg Kolozsvárra és e tisztét, főleg 1862-ben, az akkori nehéz viszonyok közt, szemben a Schmerling-féle álalkotmányosság szemfényvesztéseivel, jó sikerrel töltötte be. Ennek köszönhette, a szerkesztéstől visszalépése után azt is, hogy a kolozsvári református főiskolához a Pestre távozott Gyulai Pál helyére, a magyar és latin irodalom rendes tanárává megválasztották. Itt a főiskolai könyvtárnak (25 ezer kötet) Gyulai által megkezdett rendezését befejezte.

## Írásai
Költészeti első kísérletei Hattyú és Holló álnevek alatt az Aurórában (1836–37.), az Athenaeumban (1837–41.), Emlényben (1838.) és a kolozsvári Reményben (1840.) jelentek meg; azután főleg az ifjúsági irodalom terén tekintéllyé küzdötte föl magát; a Gáspár János és Kovácsi Antal Magyar olvasókönyvébe (Kolozsvár, 1848. 1853. és 1859.) írt versei-, elbeszéléseivel s a külföldi ifjúsági irodalom termékeinek átültetésével tűnt ki. Ez idő alatt még a régibb magyar irodalom és a magyar nemzet őskori történelmének tanulmányozása képezte kedvenc tárgyait; e mellett foglalkozott az erdélyi protestantizmus történelmi fejlődésével is, amint ez a kolozsvári református főiskola történetére vonatkozó, s általa a kolozsvári tanári értekezlet alkalmával felolvasott monográfiájából kitűnik; több verse jelent meg Kopasz László névvel a Hölgyfutárban (1850–51.), Csokonai Lapokban (1850.), Magyar Emléklapokban (1850.) és a M. Irók Füzeteiben (1850.). Különösen gyöngéd vagy humoros dalai tüntek fel; igy az Oh du Lieber Augustin nótájára irt; Ó tulipiros lánykám c. költeménye.
Cikkei, a többi közt: A legujabb francia szépirodalom és a francia kritika (Budapesti Szemle X. XI. 1860.), A Régeni István által szerkesztett latin-magyar szótárnál is közreműködött. Bethlen Gáborné temetése 1622-ben (Erdélyi Prot. Közlöny 1871.)

## Munkái
- Szép Ilonka. Eredeti regényes opera 5 felv. Vörösmarty Mihály regéje után, zenéje Mosonyi Mihálytól. Pest (1862. Előadatott a pesti nemzeti szinházban 1862. jún. 26., uj szereposztással 1865. nov. 4., összesen hatszor adták elő.)
- A kolozsvári ev. rev. főtanoda története. Kolozsvár, 1876. (Előbb az Értesítőben és a Kelet 92–99. sz. jelent meg. Kiadta Szabó Sámuel.)
- Olvasó könyvecske kezdők számára. Pest, év n.

Szerkesztette a Korunk c. politikai lapot 1860. december 2-től 1862. augusztus 31-ig Kolozsvárt.
Kéziratban: egy magyar őstörténelmi s egy régibb irodalmi történeti munka.